# Camerica
Camerica était une société canadienne d'accessoires pour consoles et de jeu vidéo, fondée en 1988. La production d'accessoires pour la NES, principalement sans licence officielle, a fait l'objet de plusieurs  poursuites judiciaires de la part de  Nintendo,.
Camerica est surtout connue pour la commercialisation du Game Genie. Après avoir racheté le prototype du Power Pak développé par Codemasters, Camerica le renomme Game Genie pour le  commercialiser en 1990, après des poursuites judiciaires vaines par Nintendo,.  La Game Genie a été revendue à Galoob Toys et commercialisé pendant 5 ans.
Le passage à la génération des consoles 16-bit a été fatale à la société qui a fermé en 1992.

## Liste des accessories
- Freedom stick
- Turbotronic (en)
- Game Genie
- Aladdin Deck Enhancer (en)

## Ludographie
- Bee 52 (en)
- Big Nose Freaks Out  (1992, NES)
- Big Nose the Caveman (1991, NES)
- Dizzy the Adventurer
- Fantastic Adventures of Dizzy
- FireHawk
- Linus Spacehead's Cosmic Crusade
- Micro Machines
- Mig 29 Soviet Fighter
- Quattro Adventure
- Quattro Arcade
- Quattro Sports
- Super Robin Hood
- Stunt Kids
- Ultimate Stuntman